# District de Ganjam
Le district de Ganjam est un district de l'état de l'Odisha en Inde.

## Géographie
Au recensement de 2011, sa population est de 3 529 031 habitants pour une superficie de 8 206 km2.
Son chef-lieu est la ville de Chhatrapur.